# Loreburn (Saskatchewan)
Loreburn je vesnice v kanadské provincii Saskatchewan. Nachází se 16 km severně od Elbow a 16 km jihovýchodně od provinčního parku Danielson Provincial Park, který se rozkládá poblíž přehrady Gardiner Dam vytvářející nádrž Lake Diefenbaker. Obcí procházejí silnice Highway 19 a Highway 44.

## Demografie
Podle sčítání lidu z roku 2001 žilo v Loreburnu 143 obyvatel v 71 příbytcích. Od roku 1996 se počet obyvatel snížil o 4,7%. Střední věk obyvatelstva činil 40,3 roku (u mužů 36,8 a u žen 43,0).